# Metropolis (videojuego)
Metropolis es un videojuego arcade de la compañía española de videojuegos Topo Soft en 1989 para los ordenadores de 8 bits Sinclair ZX Spectrum, MSX, Amstrad CPC y Commodore 64. Salió fuera de España en una compilación bajo el sello de Kixx.
El juego está inspirado en la recreativa de Capcom Trojan. El argumento nos transporta a una ciudad futurista destrozada después de un desastre nuclear, donde impera la ley del más fuerte. El protagonista (Geitor) que el jugador manipula, será el encargado de pacificar la ciudad. Para debe recorrer toda la ciudad hacia el cuartel general de los Townsman con el fin de encabezar la revuelta que los lleve al poder y con ello a la instauración del bien en Metrópolis. Para lograr su objetivo final debe eliminar los cinco tanques nucleares que poseen los maleantes de la ciudad. Hay tres razas de maleantes que quieren impedir que se alcance el cuartel general de los Townsman:
- Los Guerreros de la Muerte, grandes expertos en el manejo de la espada y el escudo, al igual que nuestro héroe.
- Los Dartfire, mutantes de aspecto repugnante que arrojan bolas de fuego.
- Las Girlkiller, una pandilla de agresivas mujeres tan bellas como fieras.

El juego se desarrolla a diferentes alturas, mediante sistemas de diversos ascensores.
Posee una gran calidad gráfica, un movimiento eficaz y variado, aunque quizás algo lento y un desarrollo muy adictivo, consecuencia de un elevado nivel de dificultad. 
Microhobby nº188 valoró el videojuego con buenas puntuaciones:
Originalidad: 70%
Gráficos: 90%
Movimiento: 80%
Sonido: 90%
Dificultad: 90%
Adicción: 90%

## Autores
- Programación: José Manuel Muñoz Pérez
- Gráficos: Roberto Potenciano Acebes (ACE) Todas las versiones , Alfonso Fernández Borro (sólo pantalla de presentación C=64)
- Música: César Astudillo (Gominolas)